# Veliki Podlog
Veliki Podlog je naselje v Občini Krško.